# Adenanthos cacomorphus
Adenanthos cacomorphus är en tvåhjärtbladig växtart som beskrevs av Ernest Charles Nelson. Adenanthos cacomorphus ingår i släktet Adenanthos och familjen Proteaceae. Inga underarter finns listade i Catalogue of Life.